# Conflito intercomunitário
Os conflitos intercomunitários são conflitos entre grupos não-estatais organizados em torno de identidades comunitárias. São frequentemente conflitos ecológicos distributivos, isto é, conflitos em torno da posse e uso de bens ecológicos, como água, pastos e florestas; entretanto, também podem assumir antagonismos religiosos, culturais e políticos. São também conflitos à distância do Estado, apesar de que este pode estar envolvido no apoio de alguma parte na disputa. Ainda assim, se definem como grupos com pouca ou nenhum organização militar formal, cujos confrontos são mais ocasionais do que sistemáticos. A amplitude da violência intercomunitária é diversa, sendo marcada, em alguns casos, com poucas dezenas de fatalidades, e em outros, com milhares de mortes e deslocados.
Esse tipo de conflito é um fator securitário de alta relevância em algumas partes do mundo, alguns do países mais afetados contemporaneamente estão na África, como é o caso dos conflitos na Nigéria, no Sudão, e também na República Democrática do Congo, Somália, Etiópia, Quênia e Uganda. Frequentemente esses conflitos se dão pelo antagonismo entre habitantes originários e novos ocupantes, ou em comunidades pastorialistas e agricultoras.

## Conflitos contemporâneos por região

### África

#### Camarões
Na província de Logone-et-Chari, no norte do Camarões, que faz fronteira com a Nigéria e o Chad, o conflito entre pescadores (que segundo o governo pertencem à comunidade Musgum), agricultores e pastores (Árabes Choa segundo o mesmo) entorno dos recursos hídricos em escassez causou alguns episódios de violência generalizada e milhares de refugiados. Confrontos intercomunitários são relativamente raros no Camarões, quando comparado aos vizinhos Nigéria e Chad, no ano de 2021, porém, se repetiram duas vezes, em agosto, causando 45 mortes e 10.000 refugiados, e em dezembro, em que até o momento foram registradas 22 fatalidades e pelo menos 30.000 deslocados para o Chad, a maioria de crianças e mulheres. Oficiais das Nações Unidas afirmam que os números devem ser muito maiores. O confronto se iniciou em Ouloumsa, e pelo menos 10 vilas foram inteiramente queimadas.

#### Darfur

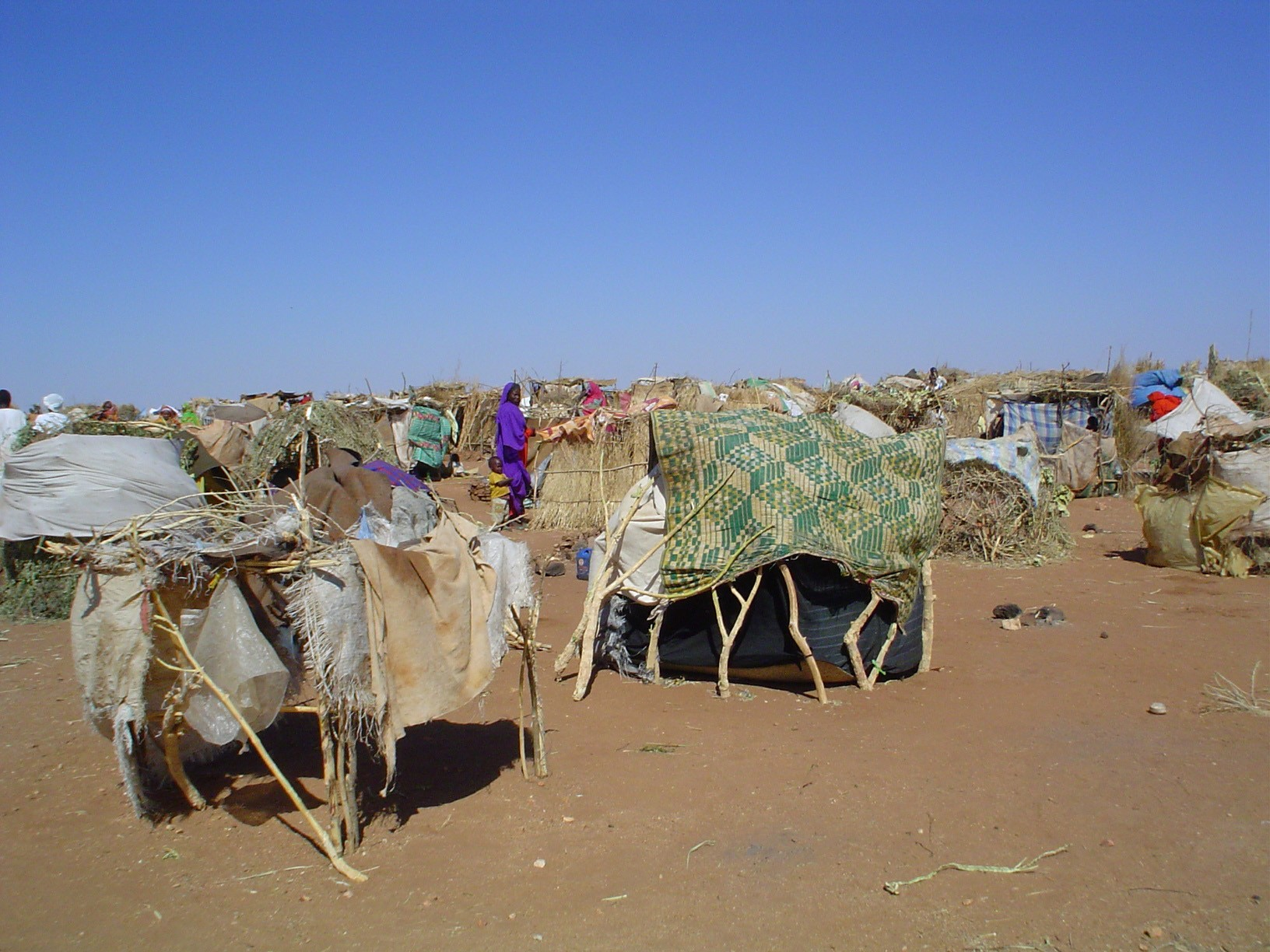
Campo de refugiados no sul de Darfur

A violência intercomunitária tem sido um fator fundamental do conflito e da situação humanitária na região de Darfur, e os confrontos tem são reacendem continuamente, causando rápidos processos de deslocamente interno e dezenas, quando não centenas de fatalidades. Em 2021, múltiplos episódios confirmam a continuidade da crise securitária e humana local. No início de dezembro deste ano, confrontos entre tribos árabes e não-árabes aconteceram em um campo de refugiados internos, Krinding, num contexto de intensificação dos confrontos no período pós-Bashir. No dia 10, já se acumulavam 138 mortes em diversos pontos de conflito. Até 2021, o número de deslocados foi 7 vezes maior que em todo o ano de 2020.

#### Nigéria
Os conflitos intercomunitários   na Nigéria podem ser divididos em:conflitos étnicos, atribuídos a atores divididos principalmente por comunidades e identidades culturais, étnicas ou religiosas, como casos de violência religiosa entre comunidades cristãs e muçulmanas;e conflitos de pastores e fazendeiros, que geralmente envolvem disputas por terras e/ou gado entre pastores (em particular os fulas ou hauçás) e fazendeiros (em particular tives ou taroques). Os estados mais afetados são os do Cinturão médio da Nigéria como Benue, Taraba e Plateau. A violência atingiu dois picos em 2004 e 2011 com cerca de 2.000 mortes nesses anos.